# Trenton, Illinois
Trenton là một thành phố thuộc quận Clinton, tiểu bang Illinois, Hoa Kỳ. Năm 2010, dân số của thành phố này là 2715 người.

## Dân số
Dân số qua các năm:
- Năm 2000: 2610 người.
- Năm 2010: 2715 người.